# Olula del Río
Olula del Río è un comune spagnolo  situato nella comunità autonoma dell'Andalusia. Si trova situata ad un'altitudine di 482 metri e dista 103 km dal suo capoluogo di provincia: Almería